# Partido del Poder Popular (Corea del Sur)
El Partido del Poder Popular  (coreano: 국민의힘; hanja: 國民力量; RR: Gungminuihim), anteriormente denominado Partido del Futuro Unido (coreano: 미래통합당; hanja: 未來統合黨; RR: Miraetonghapdang) es un partido político conservador de Corea del Sur. Es el segundo partido más grande de la Asamblea Nacional. El PPP, junto con su rival histórico, el Partido Demócrata, conforman los dos partidos políticos más grandes de Corea del Sur. 
El partido se formó el 17 de febrero de 2020 mediante la fusión del Partido Libertad de Corea, el Nuevo Partido Conservador y Adelante por el Futuro 4.0, así como varios partidos menores y organizaciones políticas. Tras las elecciones legislativas de 2020, se convirtió en el segundo partido más grande de la Asamblea Nacional, con 103 diputados. El Partido del Poder Popular es uno de los dos principales partidos políticos de Corea del Sur, junto con su rival, el liberal Partido Demócrata.

## Historia

Logotipo de Partido del Futuro Unido

Debido al escándalo político de 2016, que llevó a la destitución de la presidenta conservadora Park Geun-hye, varios parlamentarios renunciaron al entonces partido gobernante Saenuri y formaron el Partido Bareun. El Partido Saenuri cambió su nombre a Partido Libertad de Corea, pero tras el juicio político de Park Geun-hye, perdió su posición como partido gobernante, luego de que el demócrata Moon Jae-in fuera elegido presidente en las elecciones presidenciales de 2017.
Aunque varios diputados del Partido Bareun regresaron al Partido Libertad de Corea, el mismo no recuperó su apoyo, perdiendo en las elecciones locales de 2018. Su presidente, Hong Jun-pyo, renunció inmediatamente luego de la derrota. El Partido Bareun, que se había fusionado con el centrista Partido Popular más pequeño para formar el Partido Bareunmirae, también fue derrotado en las elecciones locales.
Los dos partidos conservadores llevaron a cabo elecciones anticipadas de liderazgo. El 2 de septiembre de 2018, el Partido Bareunmirae eligió a Sohn Hak-kyu como su nuevo presidente. El 27 de febrero de 2019, el Partido Libertad de Corea eligió al ex primer ministro Hwang Kyo-ahn como su nuevo líder.
Lee Un-ju una diputada de Bareunmirae, renunció a su partido  y se esperaba que se uniera al Partido Libertad de Corea pero formó un nuevo partido llamado Adelante para el Futuro 4.0. Con la salida del presidente Sohn Hak-kyu del Partido Bareunmirae, otros exdiputados enfrentaron conflictos y fundaron el Nuevo Partido Conservador.
Luego el Partido Libertad de Corea, Adelante para el Futuro 4.0 y el Nuevo Partido Conservador acordaron fusionarse en una denominada "Unión conservadora" y establecer un nuevo partido.
El nombre del nuevo partido se estableció inicialmente como el Gran Nuevo Partido Unificado (en coreano: 대통합 신당), pero pronto se cambió a Partido del Futuro Unido (en coreano: 미래 통합 당). Park Hyung-joon, quien dirigió la fusión y refundación, explicó que el nombre muestra apoyo a los jóvenes y solidaridad política.

### Fundación
Tras la fusión y refundación de los 3 partidos conservadores en el Partido del Futuro Unido (PFU) el 17 de febrero de 2020, eligió al presidente del Partido Libertad de Corea, Hwang Kyo-ahn, como nuevo presidente.
El presidente de la República de Corea, Moon Jae-in, y el líder del Partido Demócrata, Lee Hae-chan, felicitaron la fundación del nuevo partido, pero eso no fue bien recibido por varios miembros.

### Elecciones legislativas de 2020
El partido realizó una alianza con el Partido del Futuro de Corea, para las elecciones legislativas de 2020, en la cual varios candidatos provocaron controversias por comentarios difamatorios, como Cha Myong-jin y Kim Dae-ho.
El partido fue derrotado en las elecciones con uno de los peores resultados históricamente para un partido conservador en Corea del Sur. Obtuvo 103 de 300 escaños en la Asamblea Nacional. Luego Hwang anunció que renunciaría como presidente del partido.
El 8 de mayo de 2020, Joo Ho-young fue elegido líder de piso del partido, convirtiéndose automáticamente en el líder interino del mismo. El 22 de mayo, el partido celebró una elección para nominar a Kim Chong-in como presidente interino hasta las próximas elecciones parciales el 7 de abril de 2021. El mismo día, el Partido del Futuro de Corea anunció que se fusiónaria con el partido del Partido del Futuro Unido y el 28 de mayo, declararon oficialmente su fusión como partido unificado, mateniendo el nombre de Futuro Unido.
El 13 de agosto, Realmeter publicó una encuesta de opinión que mostraba que el partido había obtenido más popularidad con un 36,5%, mientras que el gobernante Partido Demócrata tenía 33,4%. Esta fue la primera vez que un partido conservador obtenía más apoyo desde el escándalo político de la expresidente Park Geun-hye en octubre de 2016.

### Cambio de nombre
El 31 de agosto de 2020, el partido decidió cambiar su nombre por Partido del Poder Popular (en coreano: 국민의힘). Se solicitó que se cambiara el nombre a Comisión Nacional Electoral y el 2 de septiembre, el partido cambió oficialmente su nombre. El 14 de septiembre, el partido presentó su nuevo logotipo y sus 3 colores: rojo, amarillo y azul. Estos colores se confirmaron oficialmente el 23 de septiembre, aunque el amarillo fue luego reemplazado por blanco.

## Posiciones políticas

### Políticas económicas
Anteriormente, los partidos políticos conservadores de Corea del Sur también mostraron un intervencionismo económico debido a la influencia de Park Chung-hee. Sin embargo, el PPP se ha vuelto económicamente más liberal, y el periódico británico The Economist describió al PPP como un partido de Conservadurismo fiscal.

### Políticas sociales
El PPP es un partido de Conservadurismo social y aboga por un presupuesto sólido, la seguridad pública, un enfoque en la provisión de empleos, los valores familiares tradicionales y el patriotismo nacional. La mayoría de miembros se oponen a los derechos LGBT.Oh Se-hoon y otros políticos, conocidos como conservadores moderados, también se oponen a la homosexualidad. También se oponen al feminismo y al aborto.

## Líderes del partido

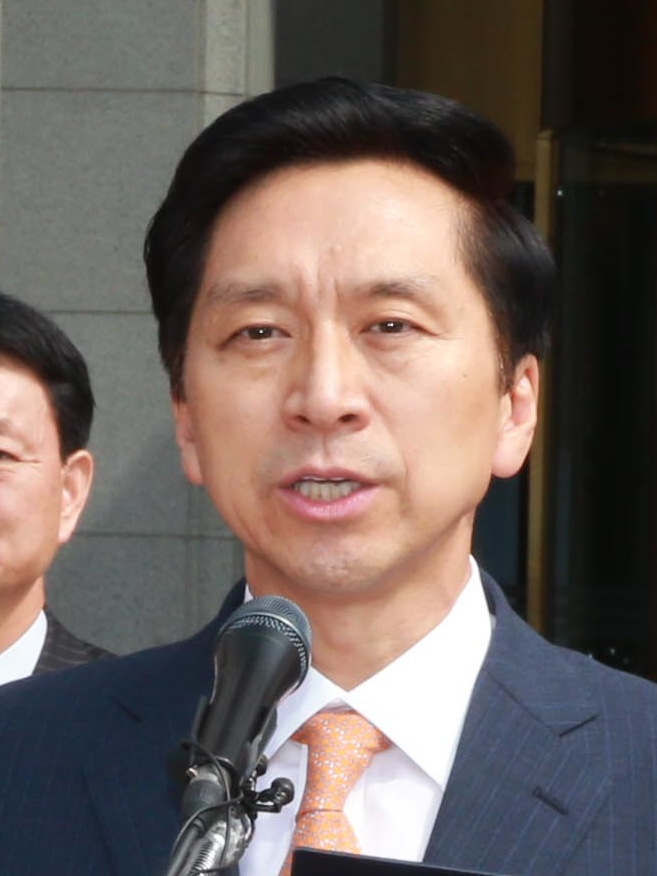
Kim Gi-hyeon, presidente del PPP

Nota: Las personas sin numerar ejercieron el cargo en funciones.
1. Hwang Kyo-ahn (17 de febrero de 2020-15 de abril de 2020)
  - Shim Jae-chul (16 de abril de 2020-8 de mayo de 2020)
  - Joo Ho-young (8 de mayo de 2020-22 de mayo de 2020)
  - Kim Chong-in (22 de mayo de 2020-8 de abril de 2021)
  - Joo Ho-young (8 de abril de 2021-30 de abril de 2021)
  - Kim Gi-hyeon (30 de abril de 2021-11 de junio de 2021)
2. Lee Jun-seok (11 de junio de 2021-8 de julio de 2022)
  - Kweon Seong-dong (8 de julio de 2022-9 de agosto de 2022)
  - Ju Ho-young (9 de agosto de 2022-26 de agosto de 2022)
  - Kweon Seong-dong (26 de agosto de 2022-8 de septiembre de 2022)
  - Chung Jin-suk (8 de septiembre de 2022 - 8 de marzo de 2023)
3. Kim Gi-hyeon (8 de marzo de 2023-13 de diciembre de 2023)
4. Yoon Jae-ok (13 de diciembre de 2023-26 de diciembre de 2023)
5. Han Dong-hoon (26 de diciembre de 2023-11 de abril de 2024)
6. Yoon Jae-ok (11 de abril de 2024-2 de mayo de 2024)
7. Hwang Woo-yea (2 de mayo de 2024-23 de julio de 2024)
8. Han Dong-hoon (23 de julio de 2024-16 de diciembre de 2024)
9. Kweon Seong-dong (16 de diciembre de 2024-30 de diciembre de 2024)
10. Kwon Young-se (30 de diciembre de 2024-10 de mayo de 2025)
11. Kweon Seong-dong (11 de mayo de 2025-15 de mayo de 2025)
12. Kim Yong-tae (desde el 15 de mayo de 2025)

## Resultados electorales

### Elecciones presidenciales
|  | 48.56 % |

|  | 41.15 % |

### Elecciones legislativas
|  | 41.5 % |

|  | 45.7 % |